# Imunodeficiência combinada grave (não humana)
A imunodeficiência combinada grave(IDCG) é um distúrbio genético de imunodeficiência grave que é caracterizada pela completa incapacidade do sistema imunológico adaptativo de montar, coordenar e sustentar uma resposta imune, geralmente devido a linfócitos T e B ausentes ou atípicos.  Em humanos, a IDCG é coloquialmente conhecida como doença do "menino bolha" ou “menino da bolha”, pois as vítimas podem exigir isolamento clínico completo para prevenir infecção letal por micróbios ambientais.
Várias formas de IDCG ocorrem em espécies animais.  Nem todas as formas de IDCG têm a mesma causa; diferentes genes e modos de herança estão implicados em diferentes espécies.